# Важ-Хасейю
Важ-Хасейю (устар. Стар. Хасейю, Важ-Хасуйю) — река в России, течёт по территории городского округа Усинск Республики Коми и Заполярного района Ненецкого автономного округа. Устье реки находится в 9 км по правому берегу реки Хасейю на высоте 54 м над уровнем моря. Длина реки составляет 25 км.

## Данные водного реестра
По данным государственного водного реестра России относится к Двинско-Печорскому бассейновому округу, водохозяйственный участок реки — Печора от впадения реки Уса до водомерного поста Усть-Цильма, речной подбассейн реки — Печора ниже впадения Усы. Речной бассейн реки — Печора.
Код объекта в государственном водном реестре — 03050300112103000073867.